# DAFIF
DAFIF(Digital Aeronautical Flight Information File)とはアメリカ国家地球空間情報局(NGA)が運営している、全世界の空港、航空路、領空、航法データ情報やその他航空関連情報を含む最新航空データの完全・包括的データベースである。

## 一般公開中止
2006年10月までインターネット上で公開されていたが、知的財産権を主張する米国外の情報提供者が増え、NGAがこれから起こりうるこれらの情報に関する著作権侵害リスクに備えるため閉鎖されることになった。現在、連邦政府や州政府の機関、政府が認定する土建企業、アメリカ国防総省の顧客のみがアクセスできる。
閉鎖時の発表でNGAは苦情を申し立てた国外情報提供者を明かさなかったが、その後背景にオーストラリア政府が関わっていることが明らかになった。2003年9月にオーストラリアのデータへのアクセスを充実させるために設立された政府系企業のエア・サービス・オーストラリアが設立されている。NGAはオーストラリアのデータを除外するのではなく、データの一般公開を中止することに決めた。

## USFIF
USFIF(United States Flight Information File)とはアメリカ合衆国のみの関連データで構成されていたサイトでNGAが2007年10月まで運営していた。現在NGAは航空情報を一般公開するウェブサイトを開設していない。

## Google Earth Dataへの置き換え
DAFIFのデータが一般公開されなくなって以降、（未だに）完全な代替になっていないもののデータの新たな情報源が得られるようになっている:
- Google EarthのフォーマットであるKMLに対応したLloyd Bailey.net Google Earth 3D Airspace
- DAFIFの公開停止後すぐにスタートしたOurAirportsウェブサイトは空港やナビゲーション支援のオープン（パブリックドメイン）データベースの構築を推進するためのコミュニティで、夜間にCSVデータの打ち出しがサイトから入手できる。
- 他のオープンフォーマットで一般公開されている寄稿データにWorldwide Soaring Turnpoint Exchange: Airspaceがある。